# Temple Saint-Georges de Montbéliard
Le temple Saint-Georges de Montbéliard est une ancienne église évangélique luthérienne du XVIIe siècle de Montbéliard dans le Doubs. Le temple est dédié à saint Georges et inscrit aux monuments historiques depuis le 2 octobre 1986. Désacralisé il sert actuellement de centre de conférence.

## Histoire
Deuxième édifice religieux protestant de Montbéliard, le temple Saint-Georges est construit pour suppléer au manque de place du Temple Saint-Martin de Montbéliard à la suite de l’afflux de réfugiés huguenots (guerres de religion en France) et satisfaire les nouveaux habitants du quartier de la « Neuve Ville » (actuel Faubourg de Besançon).
Décidée par le prince Georges II de Wurtemberg, sa construction débute en 1674, mais fut interrompue en 1676 par le maréchal de Luxembourg chargé par le roi Louis XIV d’occuper la principauté de Montbéliard et de détruire les fortifications dont celles de la citadelle de Montbéliard (guerre de Hollande 1672 à 1678). Pendant cette période, le temple sert de réserve à fourrage.
L’édifice légué par le prince Eberhard-Louis de Wurtemberg aux bourgeois de la ville en 1733, consacré le 29 décembre 1739, fut désaffecté en 1949. Après avoir servi quelque temps pour stocker des vieux papiers destinés au recyclage, un incendie détruisit sa toiture en 1987. La restauration fut réalisée par « les Compagnons de France » et le temple aménagé en centre de conférence.

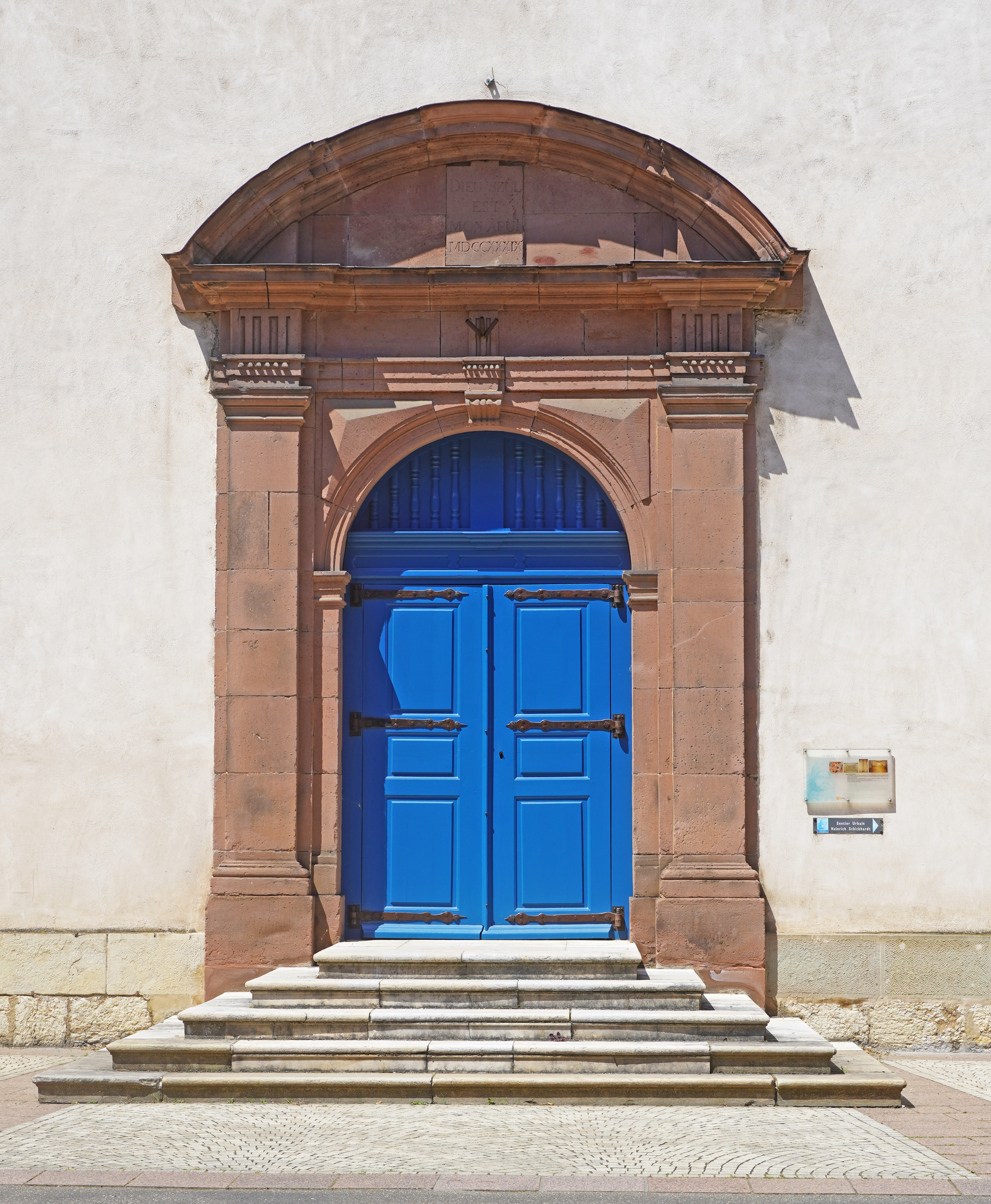
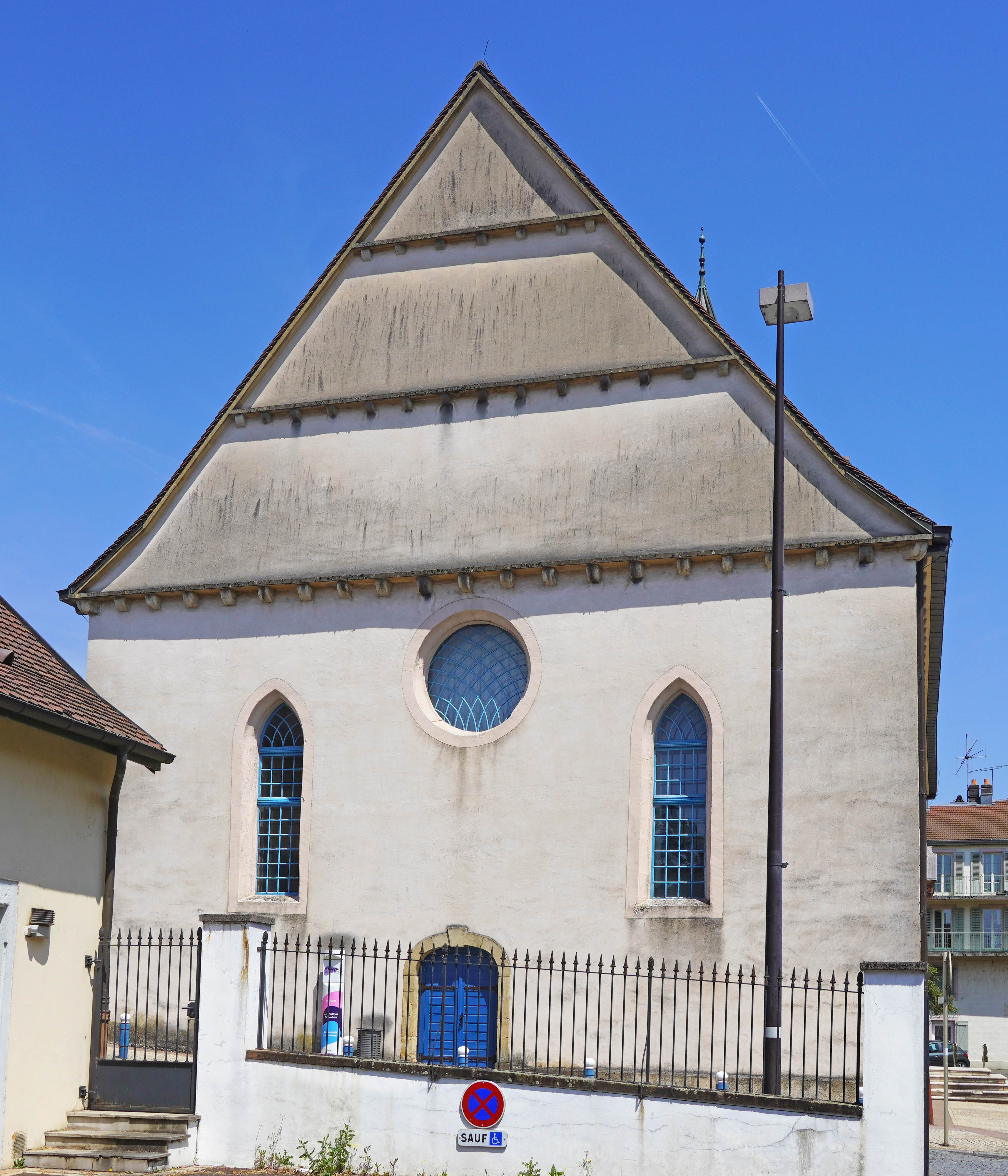
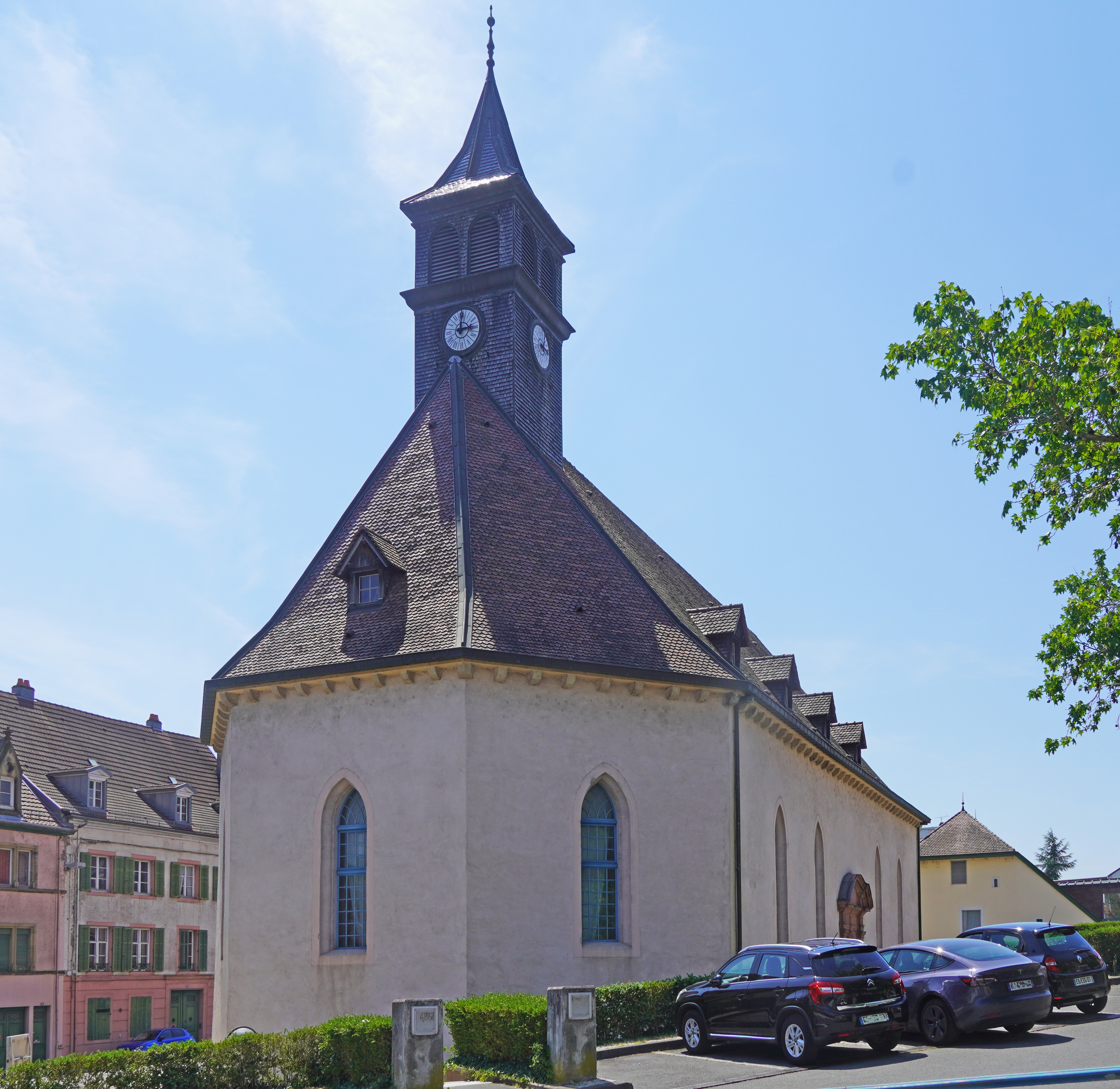
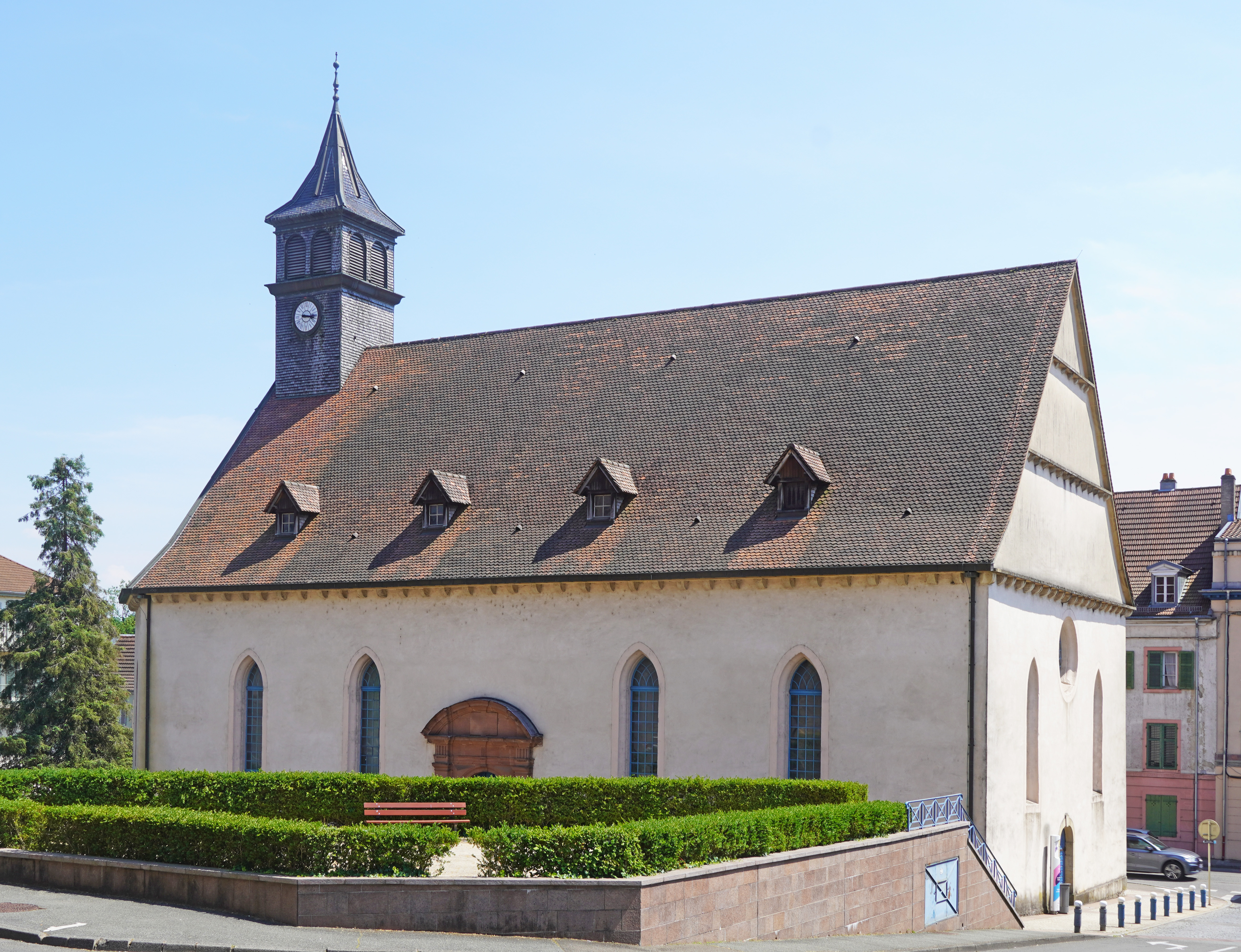
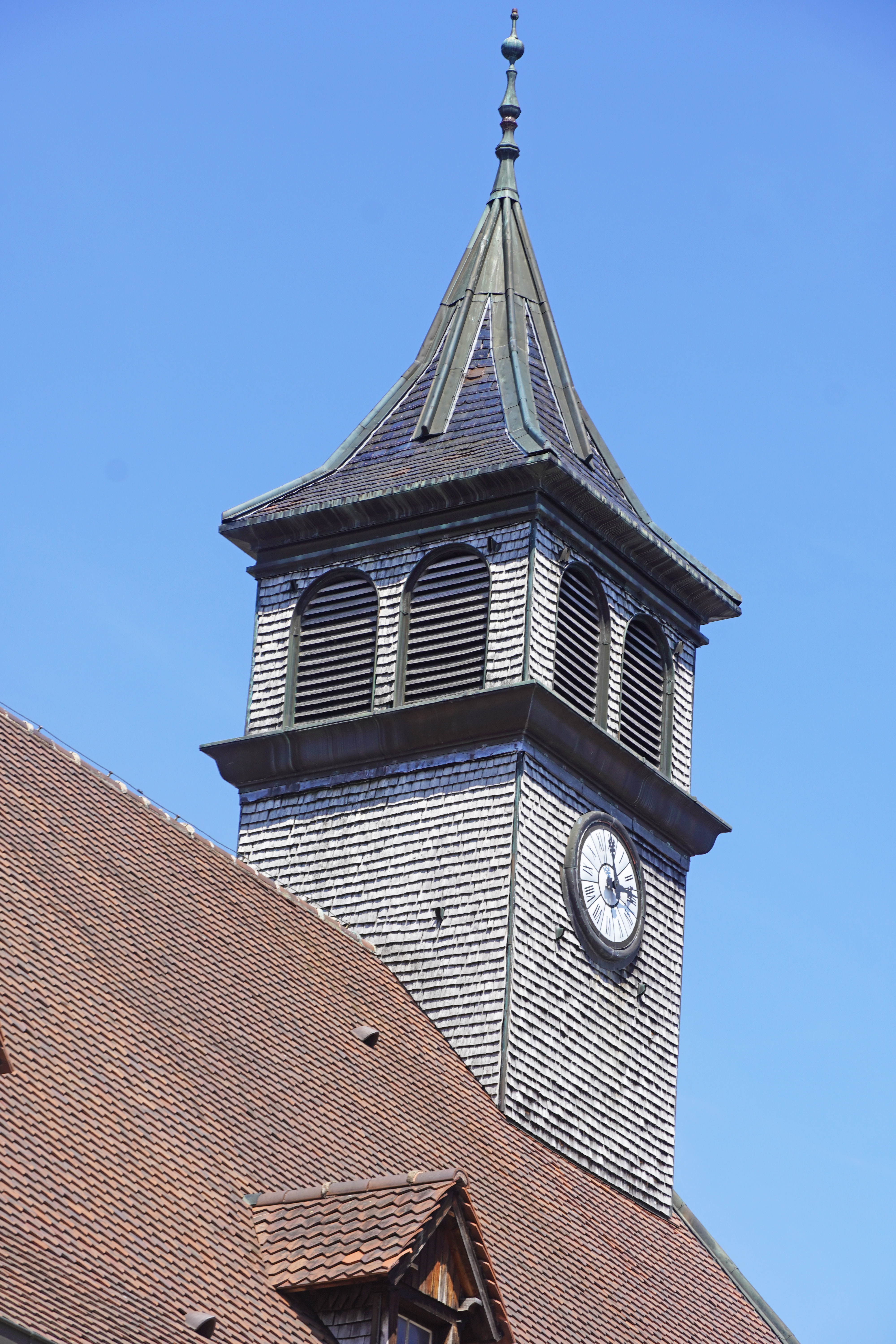